# Diodorus I van Jeruzalem
Fictief voorbeeld
Diodorus I (Grieks: Διόδωρος Α') (Chios, 14 augustus 1923 - Jeruzalem, 20 december 2000) was van 16 februari 1981 tot 20 december 2000 Grieks-orthodox patriarch van Jeruzalem. 
Patriarch Diodorus werd in 1923 als Damianos G. Karivalis (Grieks: Δαμιανός Γ. Καρίβαλης) geboren op het Griekse eiland Chios. Hij werd monnik in 1944 en nam toen de naam Diodorus aan. Drie jaar later werd hij tot priester gewijd en in 1962 werd hij aangesteld als aartsbisschop van Hiërapolis. Op 6 februari 1981 werd Diodorus verkozen tot Grieks-orthodox patriarch van Jeruzalem. Hij volgde in die functie patriarch Benedictus op.
Diodorus stierf in Jeruzalem op 20 december 2000. Hij werd opgevolgd door patriarch Ireneus I.